# ألبرت إيرل غودفري
ألبرت إيرل غودفري هو طيار بطل كندي، ولد في 27 يوليو 1890 في كيلارني ‏ في كندا، وتوفي في 1982 في كينغستون في كندا.